# Brumers begränsning
Inom matematiken är Brumers begränsning en begränsning för rangen av en elliptisk kurva bevisad av Brumer (1992).